# Louder Than Bombs (album)
Pour le film homonyme, voir Louder Than Bombs (film).
Albums de The Smiths
The World Won’t Listen
(1987) Strangeways, Here We Come
(1987)
Louder Than Bombs est une compilation du groupe anglais des années 1980, The Smiths.
Sorti en mars 1987 aux États-Unis, cet album regroupe les chansons les plus rares du groupe ainsi que quelques versions en live. Il sera édité deux mois plus tard sur le marché britannique, rendant par là-même quasiment inutile la compilation précédente The World Won’t Listen parue au début de l'année.

## Titres
1. Is It Really So Strange? (John Peel session)
2. Sheila Take a Bow
3. Shoplifters of the World Unite
4. Sweet and Tender Hooligan (John Peel session)
5. Half a Person
6. London
7. Panic
8. Girl Afraid
9. Shakespeare's Sister
10. William, It Was Really Nothing
11. You Just Haven't Earned It Yet, Baby (alternate mix)
12. Heaven Knows I'm Miserable Now
13. Ask
14. Golden Lights
15. Oscillate Wildly
16. These Things Take Time
17. Rubber Ring
18. Back to the Old House
19. Hand in Glove (single version)
20. Stretch Out and Wait
21. Please Please Please Let Me Get What I Want
22. This Night Has Opened My Eyes (John Peel session)
23. Unloveable
24. Asleep